# Rogério Fidélis Régis
Rogério Fidélis Régis, detto Rogério (Campinas, 28 febbraio 1976), è un ex calciatore brasiliano, di ruolo difensore.

## Caratteristiche tecniche
Gioca come difensore laterale.

## Carriera

### Club
Debuttò nell'União São João nel Campeonato Brasileiro Série A 1995 con sedici presenze ed una rete segnata; dal club di Araras passò poi al Palmeiras, dove si stabilì come titolare; dopo stagioni positive, tra cui spicca la vittoria della Coppa Libertadores 1999,  nel 2000 si trasferì ai rivali del Paulista, con cui aumentò la sua media realizzativa, arrivando a segnare otto reti nel Campeonato Brasileiro Série A 2003; una volta abbandonata la sponda corinthiana andò in Europa, passando ai portoghesi dello Sporting di Lisbona. Tornato in Brasile, si trasferì dallo stato di San Paolo, in cui aveva sempre giocato, a quello di Rio de Janeiro andando a giocare per il Fluminense. Dopo aver disputato il campionato 2006, si è trasferito in Série B al Santo André; dopo l'esperienza al São Caetano è rimasto svincolato.

### Nazionale
Ha giocato tre partite con il Brasile tra il 1998 e il 1999.

## Palmarès

### Club

#### Competizioni statali
- Campionato paulista: 3

Palmeiras: 1996, 2001, 2003
- Torneo Rio-San Paolo: 2

Palmeiras: 2000
Corinthians: 2002

#### Competizioni nazionali
- Coppa del Brasile: 2

Palmeiras: 1998
Corinthians: 2002

#### Competizioni internazionali
- Copa Mercosur: 1

Palmeiras: 1998
- Coppa Libertadores: 1

Palmeiras: 1999